# Processus de réforme du mode de scrutin au Québec
Le processus de réforme du mode de scrutin au Québec a pour objectif de réformer le système électoral – ou mode de scrutin – prévu par la loi électorale québécoise.
Le mode de scrutin uninominal majoritaire à un tour (SMUT) est implanté au Québec dès l’Acte constitutionnel de 1791. Parmi la diversité des systèmes électoraux employés par les pays démocratiques, le SMUT est réputé pour sa simplicité d’usage. En effet, pour remporter une circonscription électorale, le ou la candidate n’a qu’à recueillir la majorité des voix exprimées.
Toutefois, la théorie et l’histoire électorale du Québec montrent que le SMUT peut produire des résultats inéquitables. Pour cette raison, une volonté de réformer ou encore de remplacer le mode de scrutin émerge très tôt dans la société québécoise.

## La première vague
Les premières revendications pour un changement de mode de scrutin au Québec apparaissent vers le début du XXe siècle. À l’époque, il est proposé de remplacer le mode de scrutin majoritaire par une forme de représentation proportionnelle. Ces demandes émanent des journalistes comme des personnalités politiques. Par exemple, Arthur Sauvé, alors chef du Parti conservateur du Québec et de l’opposition officielle, dépose une résolution à l’Assemblée nationale en ce sens le 17 mars 1922. Il reproche dans son document que le mode de scrutin « ne traduit pas fidèlement et dans une proportion exacte […] les courants d’opinion publique qui trouvent leur expression dans les suffrages du corps électoral ». La résolution recommande également la mise sur pied d’un comité spécial chargé de déterminer quel mode de scrutin serait le plus approprié pour le Québec. Cependant, le gouvernement du Parti libéral du Québec bat la résolution parce qu’il est à son avis difficile de tenir un débat sur cet enjeu en toute connaissance de cause. Contrairement à d’autres provinces canadiennes comme l’Alberta, aucun projet de réforme ne se concrétise au Québec durant la première vague de revendications pour une réforme du mode de scrutin.

## L'approche du gouvernement libéral de Robert Bourassa (1970-1973)

Répartition des sièges à l'Assemblée nationale après les élections générales de 1970.

C’est au lendemain des élections générales de 1970 que la question de la réforme du mode de scrutin s’insère sérieusement dans le débat politique québécois. Le Parti québécois (PQ), qui en est alors à sa première participation électorale, subit les contrecoups d’une distorsion du système électoral. Pourtant deuxième dans le vote populaire avec 23% des votes exprimés, le parti n'obtient que 6,5% des sièges, soit 7 sièges sur 108 à l’Assemblée nationale,.
Devant ces résultats, le chef du Parti québécois René Lévesque pointe rapidement du doigt les défauts du SMUT, le déclarant « démocratiquement infect ». D’ailleurs, le parti prévoyait déjà dans son programme de 1969 « l’amélioration du système électoral » et le redécoupage de la carte électorale.
La pression est forte sur le gouvernement libéral de Robert Bourassa qui organise dès 1971 des audiences publiques sur la question. Des spécialistes sont alors appelés à se prononcer sur l’enjeu de la réforme du mode de scrutin. Ces consultations se soldent par des positions contradictoires et le gouvernement libéral forme par la suite un comité de quatre experts. Toutefois, les archives ont révélé que le premier ministre Bourassa n’a jamais eu l’intention de procéder à une réforme du mode de scrutin. Il a d’ailleurs averti les quatre experts que peu importe les recommandations qu’ils feraient, sa décision ne changerait pas. Dans son rapport publié en 1972, le comité renvoie la balle au gouvernement. La pression est toujours aussi forte et Robert Bourassa opte finalement pour une réforme majeure de la carte électorale qui était alors la plus inégalitaire au Canada.

Répartition des sièges à l'Assemblée nationale après les élections générales de 1973.

Les élections générales de 1973 sont lourdement marquées par le redécoupage de la carte électorale opéré l’année précédente. Le Parti libéral s’empare de 102 des 110 sièges (92,7%) à l’Assemblée nationale tandis qu’il ne recueille que 54,7% des appuis. L’Union nationale (UN), qui s’est échangé le pouvoir avec le Parti libéral pendant toute la première moitié du XXe siècle, ne réussit pas à faire élire un seul député et disparaît momentanément de l’Assemblée nationale. Pour le Parti québécois, le couteau est retourné dans la plaie. En effet, il obtient cette fois-ci 6 sièges (5,45%) pour 30,1% des voix. Cela dit, Robert Bourassa ne procédera pas à d’autre réforme pendant son deuxième mandat.

### L'approche des gouvernements péquistes de René Lévesque (1976-1985)
En 1976, le Parti québécois de René Lévesque remporte ses premières élections générales. Aussitôt arrivé au pouvoir, René Lévesque entreprend la mise en œuvre du programme péquiste en matière de réforme du mode de scrutin. Pour ce faire, il nomme Robert Burns comme « ministre d’État à la réforme électorale et parlementaire ».
Dès le départ, Robert Burns est confronté à des élus de son propre parti qui ne partagent pas l’idée d’ajouter un élément de proportionnalité au mode de scrutin. Deux visions s’affrontent alors au sein du PQ. D’un côté, la représentation proportionnelle est vue comme avantageuse parce qu’elle permet une meilleure représentation à l’Assemblée nationale. On reconnait aussi qu’elle donne un poids égal à chaque vote, contrairement au système majoritaire qui avantage celui qui obtient la majorité des voix. De l’autre côté, le système proportionnel est perçu comme un obstacle à l’obtention d’un gouvernement majoritaire puisqu’il est plus difficile d’obtenir une majorité. Pour plusieurs, un gouvernement majoritaire est aussi signe de stabilité.
Après avoir présenté un mémoire à ses collègues au Conseil des ministres et qu’ils en aient accepté les principes, le ministre Burns n’a plus été en mesure d’aller plus loin. D’une part, les solutions qu’il leur a proposées n’ont pas été acceptées. D’autre part, l’opinion publique et l’opposition ne voient pas la réforme d’un bon œil. Le ministre se retrouve donc dans une impasse. En fait, la publication d’un Livre vert – Un citoyen, un vote – est la dernière chose que fera Robert Burns dans son mandat.
Ce Livre vert permet cependant au ministre Burns d’exprimer ses réflexions sur les différentes options de système proportionnel qui pourraient être développées au Québec. La première est la représentation proportionnelle régionale. Elle supprime les 110 sièges et circonscriptions de l’époque et les remplace par 121 sièges répartis en 28 régions. Chacune des régions compte entre 3 et 5 sièges. Plutôt que de voter pour un candidat, l’électeur vote pour une liste. La répartition des sièges se fait alors selon la technique de l’Imperiali. La deuxième méthode proposée est celle d’un système mixte « indépendant ». Ce mode de scrutin repose sur une répartition 2/3 – 1/3 des sièges. Il y a d’un côté 110 députés élus selon le mode de scrutin majoritaire. De l’autre côté, 49 députés sont répartis en 13 régions selon la méthode d’Hondt. Le total de députés siégeant à l’Assemblée nationale passe donc à 159. Enfin, le ministre Burns a aussi envisagé le système mixte allemand adapté au Québec.
Après la démission du ministre Burns en 1979, René Lévesque ne parvient plus à rallier son parti autour de la question. Elle cause trop de remous au sein des élus péquistes qui voient dans la réforme le risque de perdre la force d’un gouvernement majoritaire dont ils ont besoin pour mettre en œuvre leur programme. Pourtant, la réforme du mode de scrutin est à l’époque l’un « des engagements fondamentaux » du programme de son parti. Néanmoins, le Parti québécois et Robert Burns sont encore aujourd’hui reconnus pour avoir apporté certaines des modifications les plus importantes la loi électorale québécoise.

## L'approche du gouvernement libéral de Jean Charest (2003-2007)
Après la chute du Parti québécois aux élections générales de 1985, la question de la réforme du mode de scrutin perd sa prépondérance dans le débat politique. Pour plus d’une dizaine d’années, aucun parti n’en fait une priorité. Comme le Parti québécois et le Parti libéral sont les seuls partis à se disputer les sièges à l’Assemblée nationale depuis les élections générales de 1981, le Parti québécois ne voit plus d’impératif à mener une réforme du mode de scrutin. Cela dit, une anomalie importante survient aux élections générales de 1998 et le débat refait surface. Toutefois, le premier ministre péquiste Lucien Bouchard n’en fait pas une priorité. Son parti bénéficie alors une majorité des sièges sans pour autant avoir eu la majorité du vote populaire. Lucien Bouchard quitte ses fonctions au milieu de son mandat en 2001. Son successeur, Bernard Landry, est plus disposé à discuter de la question de la réforme du mode de scrutin. Cette question ne constitue toutefois qu’un thème parmi ceux abordés lors des États généraux sur la réforme des institutions démocratiques en 2002,.

Répartition des sièges à l'Assemblée nationale après les élections générales de 2003.

Contrairement à son prédécesseur, Jean Charest est en quelque sorte forcé d’aborder la question du mode de scrutin après sa victoire aux élections générales de 2003. Le système électoral québécois provoque encore une distorsion importante. En tête de file, le Parti libéral de Jean Charest s’empare de la majorité des sièges, 76 (60,8%) pour 45,99% du vote populaire. Vient ensuite le Parti québécois qui obtient 45 sièges (36%) pour 33,24% des voix. Enfin, l’Action démocratique du Québec de Mario Dumont se contente de 4 sièges (3,2%) pour 18,18% du vote populaire.
La pression populaire est palpable. La distorsion amplifie l’idée répandue dans la population qu’il y a un déficit démocratique dans les institutions québécoises. Au lendemain des élections, Jean Charest confirme aux médias qu’il va « examiner les solutions possibles au mode de scrutin ». À la formation de son Conseil des ministres, Jean Charest nomme Jacques P. Dupuis ministre délégué à la Réforme des institutions démocratiques et le charge du projet. La volonté du gouvernement Charest est alors claire.[réf. souhaitée] En revanche, il n’a jamais été très clair sur le moment où la réforme devait aboutir. Cela dit, le ministre Dupuis et le gouvernement Charest ont entrepris un travail colossal.
La première étape du plan pour réformer le mode de scrutin québécois est de déposer un avant-projet de loi à l’Assemblée nationale. Son dépôt était d’abord prévu pour le printemps de 2004, mais c’est plutôt en décembre de la même année qu’il est officiellement déposé. L’objectif du gouvernement est alors de dévoiler le nouveau mode de scrutin qu’il envisage pour le Québec pour qu’il puisse être amélioré à la suite d’une consultation publique à grande échelle.
C’est un mode de scrutin de type proportionnel mixte qu’envisage le ministre Dupuis. L’aspect mixte de ce mode de scrutin vient du fait qu’il fait intervenir deux types de scrutins. D’un côté, 77 députés sont élus dans 77 nouvelles circonscriptions électorales selon le scrutin majoritaire actuel. De l’autre côté, 50 députés sont élus selon une liste électorale qui représentent les 24 à 27 nouveaux districts électoraux. L’attribution des sièges de district se fait proportionnellement aux votes recueillis à l’intérieur du district. Chaque district est un regroupement de 2 à 3 circonscriptions de populations relativement égales. Au total, ce sont 127 députés qui siègeraient à l’Assemblée nationale.
La deuxième étape du plan du gouvernement Charest est de soumettre l’avant-projet de loi aux élus et au public. Ce n’est toutefois pas le ministre Dupuis qui pilote cette étape. Effectivement, c’est le ministre Benoit Pelletier qui prend le dossier en main après le remaniement ministériel du début de février 2005. En juin 2005, la Commission spéciale sur la loi électorale entreprend officiellement l’examen de l’avant-projet. Au total ce sont 9 élus, un comité de 8 citoyens et près de 2000 intervenants qui prennent part à la consultation qui se déroule entre le 24 janvier et le 9 mars 2006.
Au terme de ces rencontres, aucun consensus n’est établi entre les parties. Le gouvernement Charest se tourne donc vers le Directeur général des élections du Québec (DGEQ), mais celui-ci n’est en mesure de déposer son rapport que vers la fin de 2007. Entretemps, les élections générales sont déclenchées au printemps de 2007 et le projet tombe dans l’oubli malgré la réélection de Jean Charest. Cela dit, le gouvernement libéral de Jean Charest marque un tournant dans le processus de réforme du mode de scrutin au Québec en étant le premier à déposer un document législatif – dans ce cas-ci un avant-projet de loi – à l’Assemblée nationale.

## L'approche du gouvernement caquiste de François Legault (2018-2022)
Le contexte dans lequel a lieu la quatrième vague de réforme du mode de scrutin est bien différent de celui des précédentes. Contrairement aux vagues précédentes, l’idée n’émerge pas à la suite d’une distorsion constatée après des élections générales. C’est plutôt sous l’initiative du collectif Mouvement pour une démocratie nouvelle (MDN) que l’idée se retrouve à l’Assemblée nationale au lendemain des élections générales de 2018.
En 2016, sous l’impulsion du MDN, l'ensemble des partis de l'opposition (le Parti québécois, la Coalition avenir Québec (CAQ), Québec solidaire (QS), le Parti vert du Québec (PVQ) et Option nationale (ON)) signe une entente transpartisane historique par laquelle ils s’engagent à réformer le mode de scrutin s’ils s’emparent du pouvoir lors des élections générales de 2018. En mai 2018, peu de temps avant les élections, les cinq partis confirment à nouveau leur intention de respecter leur engagement vis-à-vis du Mouvement démocratie nouvelle.
Ces élections générales de 2018 sont qualifiées d’historiques puisqu’un phénomène reconnu comme n’arrivant qu’« une fois toutes les deux générations » survient. En effet, c’est la première fois depuis 1976 qu’un tiers parti s’empare d’une majorité de sièges à l’Assemblée nationale. Les deux grands partis que sont le Parti libéral du Québec et le Parti québécois occupent les sièges de l’opposition.

### Projet de loi n° 39
Le 2 octobre 2018, la Coalition Avenir Québec de François Legault forme un gouvernement majoritaire à l’Assemblée nationale avec 74 (59,2%) des 125 sièges pour 37,42% du vote populaire. Le spectre d’une distorsion du système électoral refait surface dans l’espace médiatique. Encore une fois, un parti obtient une majorité de sièges sans avoir eu la majorité du vote populaire.
Cependant, pour la première fois dans toute l’histoire du processus de réforme du mode de scrutin au Québec, le gouvernement élu s’est formellement engagé à modifier le système électoral. D’ailleurs, questionné en conférence de presse ce jour-là, François Legault répète qu’il va aller de l’avant avec cet engagement. Plus tard, il affirme même que les élections générales de 2018 étaient les dernières à avoir lieu selon le mode de scrutin majoritaire uninominal à un tour. Considérant l’ampleur de la tâche et la complexité de sa mise en œuvre, le premier ministre n’a pas d’autre choix que d’agir rapidement. D’ailleurs, le dépôt du projet de loi est prévu pour le 1er octobre 2019.
La ministre Sonia LeBel a pris la tâche de la réforme du mode de scrutin. Dès le départ, le gouvernement sélectionne le scrutin proportionnel mixte régional. Par ailleurs, trois principes guident les réflexions. 
- Que la représentation à l’Assemblée nationale soit plus fidèle au proportion des votes exprimés.
- Que le poids des régions demeure le même.
- Que la stabilité des gouvernements futurs doit être assurée[18].

Le Directeur général des élections du Québec ainsi qu’à Élections Québec font part d’un obstacle du temps qu’il faut pour mettre en place un nouveau mode de scrutin. Ils indiquent qu’il leur faudrait entre 30 et 42 mois pour implanter le nouveau mode de scrutin.
Le 25 septembre 2019, Sonia LeBel présente à l’Assemblée nationale son projet de loi n° 39 établissant un nouveau mode de scrutin au Québec. Les contours du nouveau mode de scrutin mixte avec compensation régionale sont présentés dans la note explicative du projet de loi. 
Dans l’ensemble, le nombre de sièges reste le même à 125. Toutefois, le nombre de circonscriptions élues au mode de scrutin majoritaire est réduit à 80 (78 circonscriptions fédérales plus Îles-de-la-Madeleine et Ungava). Pour les 45 sièges restants, un vote de liste les distribue proportionnellement dans les 17 régions administratives du Québec. 
Il est aussi prévu que chaque électeur dispose de deux votes. Le premier pour le candidat dans sa circonscription électorale et le deuxième pour la liste régionale de candidats proposée par les partis politiques. 
Enfin, le projet de loi fixe le seuil électoral à 10%. Autrement dit, les partis politiques doivent recueillir au moins 10% des votes à l’échelle nationale pour avoir droit à des sièges de liste .

### Circonscriptions propose plus disputés de région
- Bas-Saint-Laurent et Gaspésie-Îles-de-la-Madeleine (9+4=13)
- Saguenay—Lac-Saint-Jean, Côte-Nord et Nord-du-Québec (6+2=8)
- Capitale-Nationale et Chaudière-Appalaches (12+7=19)
- Mauricie et Lanaudière (9+4=13)
- Estrie et Centre-du-Québec (9+1=10)
- Montérégie (14+9=23)
- Montréal et Laval (20+11=31)
- Outaouais, Laurentides et Abitibi-Témiscamingue (12+6=18)

### Desengagements
La CAQ ne considère plus que ses engagements électoraux et l’entente transpartisane du Mouvement démocratie nouvelle sont suffisants pour lui donner la liberté et la légitimité d’agir. En raison de l’ampleur des modifications apportées à la loi électorale, la ministre LeBel intègre un processus de consultation directe à son projet de loi. 
Le référendum doit, mais pas, avoir lieu au même moment[incompréhensible] que les élections générales de 2022, le nouveau mode de scrutin ne sera pas implanté pour ces élections comme l’avait d’abord promis le gouvernement.
Le projet de loi doit cependant être adopté à l’Assemblée nationale pour que le processus de réforme passe à cette prochaine étape. Or, peu de temps après la fin de la session parlementaire en 2021, des proches conseillers de François Legault annoncent au Mouvement démocratie nouvelle que le projet ne sera pas adopté par le gouvernement caquiste avant la fin de son mandat. Le processus de réforme du mode de scrutin au Québec est à nouveau mis sur pause.
Selon Jean-Pierre Charbonneau, président du Mouvement démocratie nouvelle, les rencontres entre François Legault et les chefs des partis d'opposition à la suite des élections de 2022 ne sont qu'un écran de fumée. Il estime que le Québec est une « autocratie douce » sans une réforme du mode de scrutin. Selon lui, « la concentration des pouvoirs aux mains du premier ministre s'avère même pire qu'à Ottawa ou au Parlement de Westminster à Londres ». Il qualifie la concentration des pouvoirs autour du premier ministre québécois d'espèce de dérive et de « monarchie élective ».